# Discoteca rock
Discoteca rock è il sesto album in studio de I Camillas pubblicato il 5 ottobre 2018 da Trovarobato.
È stato realizzato in collaborazione con Tony Pagliuca de Le orme.
Nananana è stata utilizzata come sigla di Colorado per l'anno 2016.

## Tracce
Testi e musiche di Mirko Bertuccioli, Vittorio Ondedei e Enrico Liverani, eccetto dove indicato.
1. Busto – 4:48 (con Tony Pagliuca)
2. D'occhio gigante – 2:49
3. Sbranato – 2:25
4. Motorock – 3:25
5. Fresco – 2:25
6. Errore romantico – 3:05
7. Mare sopra e sotto – 2:26 (cover di Enzo Carella)
8. Rocky Rockstar – 2:01
9. Jazz a Misano – 2:10
10. El mito – 2:44
11. L'anca – 3:07
12. Dracula – 4:45
13. Miami Mike – 5:59
14. Discoteca rock – 1:32
15. Ossicine – 2:38
16. Nananana – 1:41
17. Cattolica – 2:36
18. La macchina dell'amore – 4:43